# Nati nel 1614
| Questa pagina contiene informazioni ricavate automaticamente dalle voci biografiche con l'ausilio del template Bio e di un bot. L'aggiornamento è periodico e automatico e ricostruisce completamente la pagina. Se manca una persona in questa lista, sei pregato di non aggiungerla, ma accertati piuttosto che la sua voce biografica contenga il template Bio e che i dati anagrafici siano correttamente compilati. Se il template Bio manca, inseriscilo tu stesso o, in alternativa, metti l'avviso {{tmp\|Bio}} che ne segnala la mancanza. Se i dati riportati sono sbagliati, correggi direttamente la voce biografica; le modifiche saranno visibili in questa lista entro pochi giorni. Per chiarimenti vedi il progetto biografie. La lista contiene solo le 82 persone che sono citate nell'enciclopedia e per le quali è stato implementato correttamente il template Bio. Pagina aggiornata al 31 ago 2024. |

## Gennaio(6)
- 1º gennaio - Enrico Federico del Palatinato, principe tedesco († 1629)
- 1º gennaio - Luigi Guglielmo I Moncada, nobile, politico e militare italiano († 1672)
- 1º gennaio - Claude Picot, abate francese († 1668)
- 5 gennaio - Leopoldo Guglielmo d'Austria, militare, vescovo cattolico e collezionista d'arte austriaco († 1662)
- 27 gennaio - Anna Caterina Dorotea di Salm-Kyrburg, duchessa († 1655)
- 30 gennaio - Nicolas Saboly, poeta e musicista francese († 1675)

## Febbraio(2)
- 14 febbraio - John Wilkins, scrittore e religioso britannico († 1672)
- 16 febbraio - Christopher Merret, medico e naturalista britannico († 1695)

## Marzo(6)
- 8 marzo - Hendrik van der Borcht il Giovane, pittore tedesco († 1676)
- 11 marzo - Giovanni Maria Conti della Camera, pittore italiano († 1670)
- 15 marzo - Franciscus Sylvius, naturalista e medico olandese († 1672)
- 23 marzo - Jahanara Begum, principessa indiana († 1681)
- 25 marzo - Juan Carreño de Miranda, pittore spagnolo († 1685)
- 30 marzo - Antonio Bichi, cardinale e vescovo cattolico italiano († 1691)

## Aprile(3)
- 2 aprile - Dodo, principe e generale cinese († 1649)
- 4 aprile - Enrico II di Guisa, arcivescovo francese († 1664)
- 25 aprile - Marc'Antonio Pasqualini, cantante e compositore italiano († 1691)

## Maggio(2)
- 12 maggio - Giovanni Bernardo Carbone, pittore italiano († 1683)
- 23 maggio - Bertholet Flemalle, pittore belga († 1675)

## Giugno(3)
- 2 giugno - Bernardo Guasconi, avventuriero e diplomatico italiano († 1687)
- 15 giugno - Emilia di Oldenburg, nobile tedesca († 1670)
- 16 giugno - Francesco Feroni, mercante, politico e funzionario italiano († 1696)

## Luglio(4)
- 14 luglio - Gregorio De Lauro, storico e abate italiano
- 16 luglio - Giuseppe Maria Sanfelice, arcivescovo cattolico e diplomatico italiano († 1660)
- 19 luglio - Ugo Boncompagni, IV duca di Sora, nobile italiano († 1676)
- 23 luglio - Bonaventura Peeters il Vecchio, pittore e incisore fiammingo († 1652)

## Agosto(4)
- 1º agosto - Neri Corsini, cardinale e arcivescovo cattolico italiano († 1678)
- 1º agosto - Cecilio Folli, medico italiano († 1682)
- 7 agosto - Ferdinando I Gonzaga, nobile italiano († 1675)
- 13 agosto - Augusto di Sassonia-Weissenfels, vescovo luterano tedesco († 1680)

## Settembre(2)
- 20 settembre - Martino Martini, gesuita, storico e geografo italiano († 1661)
- 28 settembre - Juan Hidalgo de Polanco, compositore e arpista spagnolo († 1685)

## Ottobre(2)
- 16 ottobre - Francesco di Cosimo de' Medici, militare italiano († 1634)
- 25 ottobre - Vicente Mut, astronomo, storico e militare spagnolo († 1687)

## Novembre(3)
- 2 novembre - Filippo Teodoro di Waldeck, nobile tedesco († 1645)
- 4 novembre - Alessandro Carlo Vasa, principe svedese († 1634)
- 30 novembre - William Howard, I visconte Stafford, nobile britannico († 1680)

## Dicembre(6)
- 5 dicembre - Girolama Mazzarini, nobile italiana († 1656)
- 14 dicembre - Massimiliano Savelli Palombara, nobile, alchimista e poeta italiano († 1685)
- 16 dicembre - Eberardo III di Württemberg, duca († 1674)
- 27 dicembre - Béatrice de Cusance, duchessa († 1663)
- 29 dicembre - Curzio Inghirami, archeologo italiano († 1655)
- 31 dicembre - Caterina di Bar, religiosa francese († 1698)

## Senza giorno specificato(39)
- Catherine Bellier, nobildonna francese († 1689)
- Şehzade Kasim, principe ottomano († 1638)
- Fernando Afán de Ribera y Enríquez, Jr., poeta spagnolo († 1633)
- Stefano Agostini, cardinale italiano († 1683)
- Jan van Aken, pittore e incisore olandese († 1661)
- Ettore Secondino Albergante, presbitero, poeta e musicista italiano († 1698)
- Arthur Annesley, I conte di Anglesey, politico irlandese († 1686)
- Antonio Arias Fernandez, pittore spagnolo († 1684)
- Giovanni Battista Azzola, pittore italiano († 1689)
- Thomas Blanchet, pittore e incisore francese († 1689)
- Costanza Bonarelli, nobildonna e mercante italiana († 1662)
- Elisabetta di Borbone-Vendôme, nobile francese († 1664)
- Simon Bosboom, architetto e scrittore olandese († 1662)
- Carlo Bovio, gesuita, poeta e scrittore italiano († 1705)
- Giuseppe Branciforte, principe di Leonforte, nobile e politico italiano († 1698)
- Girolamo Brusoni, letterato e scrittore italiano
- Carlo Caproli, violinista e compositore italiano († 1668)
- Claude Clerselier,  francese († 1684)
- Tommaso Cornelio, medico, matematico e filosofo italiano († 1684)
- Jean Daret, pittore e incisore francese († 1668)
- Giovanni Battista De Luca, giurista e cardinale italiano († 1683)
- Claude François, pittore francese († 1685)
- Cesare Gentile, doge († 1681)
- Hallgrímur Pétursson, poeta islandese († 1674)
- Nicolaes de Helt Stockade, pittore olandese († 1669)
- Willem van Herp, pittore fiammingo († 1677)
- Yatsuhashi Kengyō, musicista giapponese († 1685)
- Margaret Lemon, modella inglese
- Pietro Martínez y Rubio, arcivescovo cattolico spagnolo († 1667)
- Jan Mijtens, pittore e disegnatore olandese († 1670)
- Henry More, filosofo britannico († 1687)
- Thomas Neale, giurista britannico († 1699)
- Carlo Rossetti, cardinale italiano († 1681)
- Camillo Saccenti,  italiano († 1688)
- Franz Tunder, compositore e organista tedesco († 1667)
- Claes Uggla, ammiraglio svedese († 1676)
- Juan de Arellano, pittore spagnolo († 1676)
- Carlo della Palma, vescovo cattolico italiano († 1682)
- Jacob van Loo, pittore olandese († 1670)